# Sochic
Sochic est un périodique trimestriel illustré français quadrilingue (français, anglais, russe et arabe), consacré à la mode féminine et masculine et publié depuis 2005 par Caviar Publications, à Paris.

## Présentation
Sochic (stylisé en lettres capitales : SO/CHIC, SOCHIC ou SO’ CHIC) est un magazine trimestriel de luxe disponible en version quadrilingue (français, anglais, russe et arabe)
Il a été lancé en 2005 par Vincent Louis, qui en assure la direction de la publication, ainsi que la direction de la rédaction et la direction artistique en compagnie de Jean-Denis Monégier du Sorbier.
Le magazine est publié en mars (printemps), juin (été), septembre (automne), et décembre (hiver) et contient 224 pages.
Sochic contient différentes rubriques ayant toutes un lien avec l'univers du luxe et de la mode, notamment par des pages épicurisme, design, mais également des pages culturelles et de voyages.

## Diffusion
Le magazine est tiré à 50 000 exemplaires[réf. nécessaire]. Il est principalement diffusé en hôtels et palaces, dans un réseau parisien, et sur la Côte d'Azur, à hauteur de 40 000 exemplaires, ainsi que dans les kiosques parisiens, et des villes de Cannes, Nice, Monaco et Saint-Tropez par les MLP